# Baldassarre Peruzzi
Baldassarre Tommaso Peruzzi (Sovicille, 7 marzo 1481 – Roma, 6 gennaio 1536) è stato un architetto, pittore e scenografo italiano, studioso dell'architettura e ingegnere militare.
Impegnato in vari campi di attività, fu uno dei pochi da potersi considerare un "uomo universale", al pari di figure come Raffaello e Michelangelo, capace di incidere sullo sviluppo delle arti in moltissimi settori.

## Biografia

### Il periodo della formazione a Siena
Nato ad Ancaiano, nell'attuale comune di Sovicille, si formò come pittore a Siena con Pinturicchio e Francesco di Giorgio Martini al seguito del quale è probabile abbia iniziato un'attività architettonica, visto che gli è generalmente attribuito, a soli vent'anni, un ruolo progettuale per la Villa le Volte della famiglia Chigi.
Nel 1503, incoraggiato dal potente concittadino Agostino Chigi, banchiere papale, si trasferì a Roma; continuò però ad avere contatti con Siena: Infatti nel 1504 sembra sia stato aiuto del Pinturicchio durante la realizzazione degli affreschi nella Biblioteca Piccolomini, nella Cattedrale di Santa Maria Assunta e gli viene anche attribuito un ruolo nel cantiere della chiesa di San Sebastiano in Valle Piatta (c.1507).

### Periodo romano

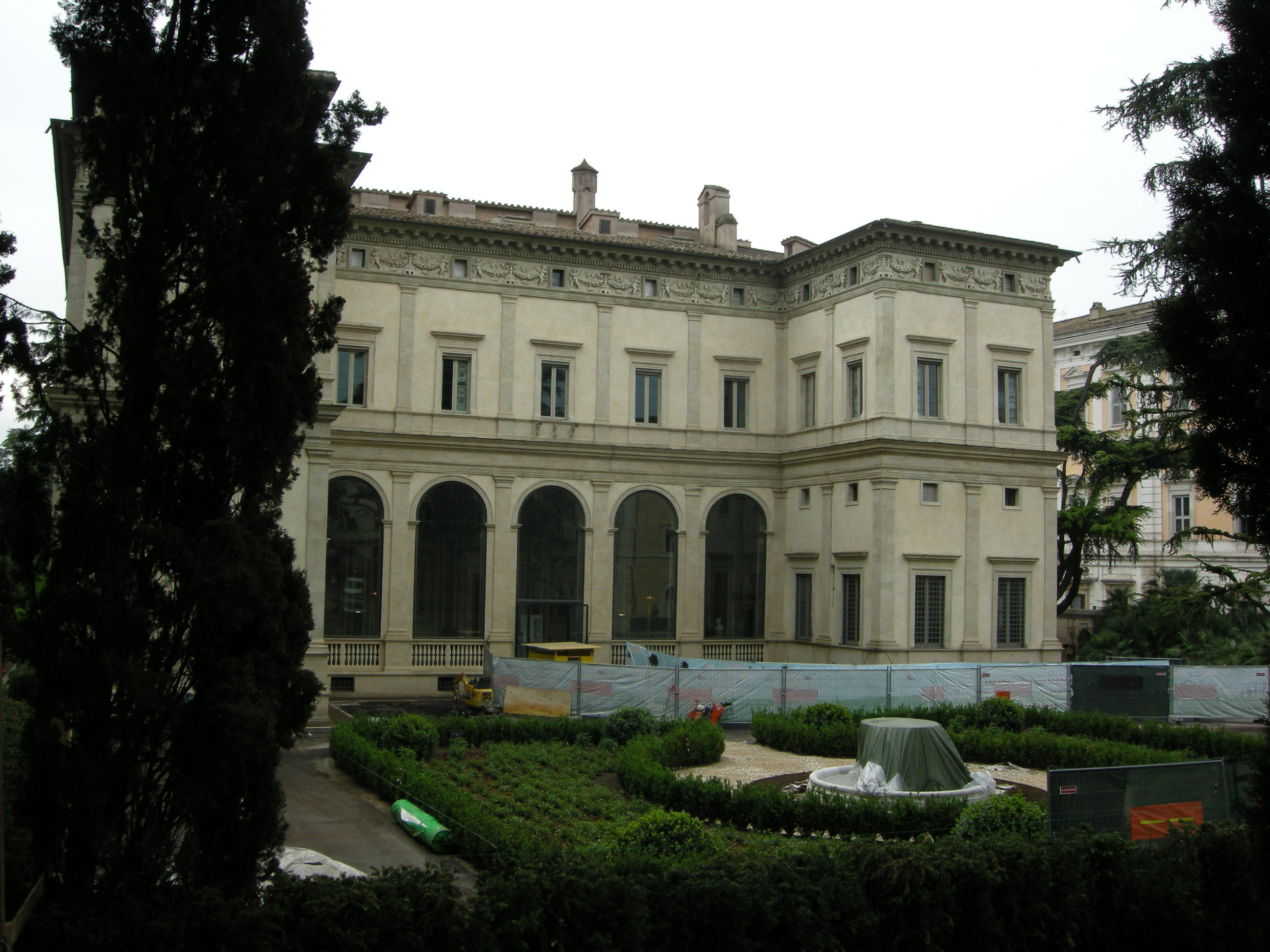
Villa Farnesina

Giunto a Roma, Peruzzi si ritrovò nel grande fermento artistico che caratterizzò la città nel primo Cinquecento, dominato da figure come il Bramante e Raffaello Sanzio, che lo influenzarono profondamente.
Il suo mecenate e protettore Agostino Chigi gli affidò, probabilmente a partire dal 1506, la progettazione della sua villa sul Tevere, poi conosciuta come Villa Farnesina. La realizzazione della lussuosa residenza ebbe notevole risonanza e impose il suo nome nell'ambiente culturale, anche perché a partire dal 1511, completate la murature, l'edificio fu oggetto di una grande campagna di affreschi che coinvolse Raffaello e i maggiori artisti del momento.
A Roma, dopo un periodo di collaborazioni, cominciò a lavorare autonomamente, dapprima prevalentemente come pittore. In questo periodo il suo stile, a contatto con l'ambiente romano ed in particolare Raffaello, ebbe un'evoluzione che lo vide abbandonare i modi di Pinturicchio.
Lavorò per importanti famiglie e per i vari papi del periodo. A Peruzzi si devono i mosaici della cappella di Sant'Elena nella basilica di Santa Croce in Gerusalemme. Nel 1516-17 fu impegnato nelle decorazioni pittoriche di Santa Maria della Pace sotto la guida di Raffaello.
Dal 1514 cominciò ad occuparsi anche di scenografia teatrale, progettando la scena prospettica per la messinscena romana de La Calandria del Bibbiena.
Cominciò ad occuparsi anche della fabbrica di San Pietro, in posizione subalterna, venendo quindi in contatto con Bramante di cui fu aiuto. La sua collaborazione al cantiere continuò poi anche con Raffaello..
Peruzzi cominciò ad affermarsi come artista autonomo ed a lavorare anche fuori Roma. Nel 1515, venne chiamato a Carpi dove progettò la nuova facciata della romanica chiesa di Santa Maria in Castello, utilizzando uno schema compositivo, sperimentato da Bramante a Roccaverano e poi divulgato da Palladio, che prevedeva il sovrapporsi sullo stesso piano di due ordini architravati di diversa altezza. Progettò inoltre il duomo della città con una pianta che richiama la basilica di San Pietro ed intervenne sul cantiere della chiesa di San Nicola di Bari.
Ancora a Carpi, sotto la direzione di Alberto III Pio signore della città, fu autore anche del riassetto urbanistico del centro e costruì il portico del grano; lavorò inoltre alla sistemazione della piazza antistante il duomo ed al rifacimento e ampliamento di Palazzo Pio.
Nel secondo decennio del secolo fu attivo anche nel cantiere del Tempio di Santa Maria della Consolazione a Todi, anche se non è stato appurato definitivamente la natura del suo apporto progettuale.

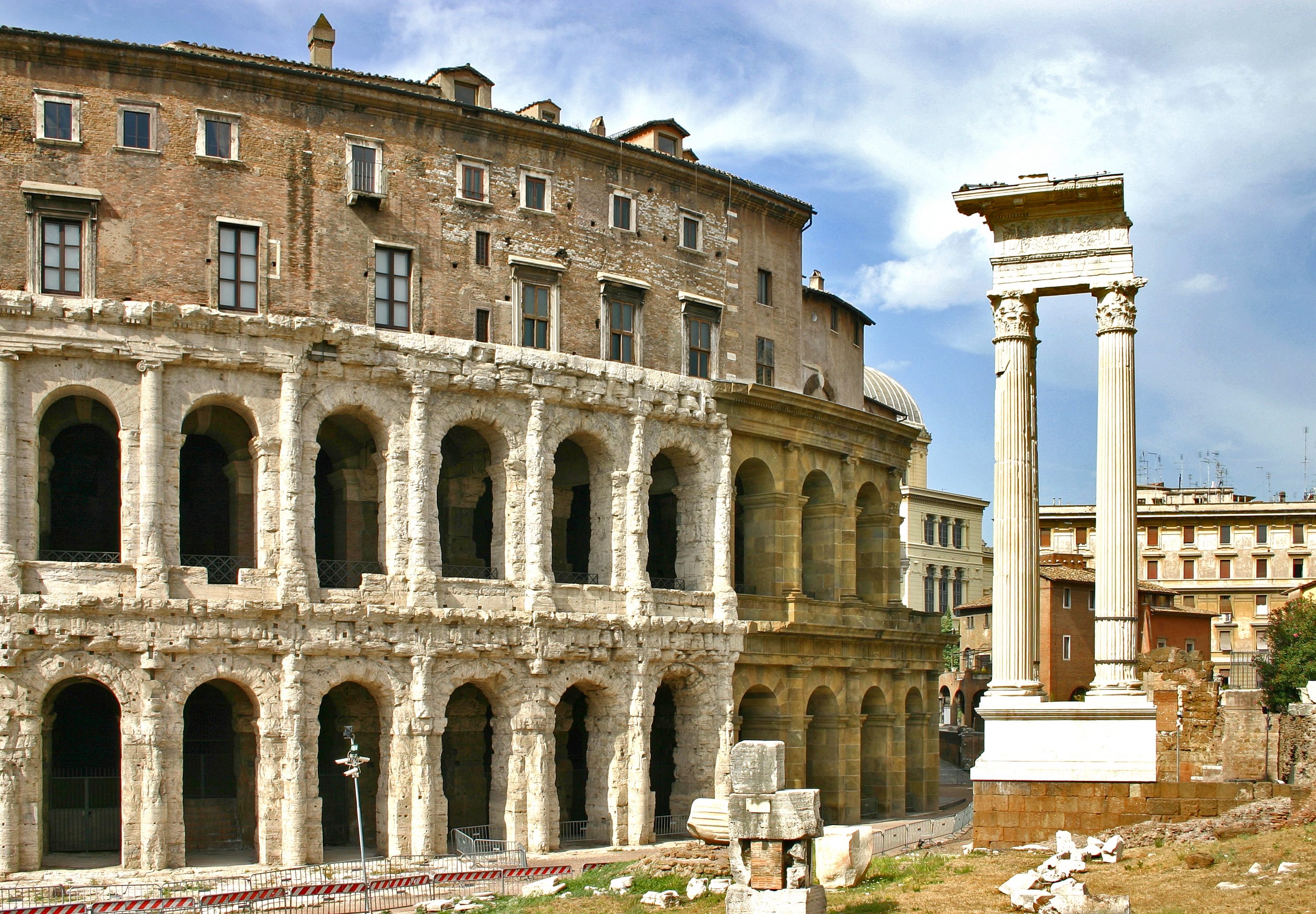
La sopraelevazione del palazzo Savelli Orsini realizzata da Peruzzi sui resti del teatro di Marcello

A partire dal 1519 lavorò alla progettazione ed all'esecuzione (con il fratello Pietro) della nuova ala del Palazzo Orsini a Bomarzo.
A Roma Peruzzi si dedicò intensamente allo studio dei resti antichi ricavandone molti disegni e rilievi. Il rapporto con l'antico, come per gli altri architetti della sua generazione, fu al centro della propria ricerca architettonica, insieme ad una personale rilettura dei temi dell'architettura bramantesca e raffaellesca.
Nel 1520, alla morte di Raffaello, subentrò a Raffaello anche sul cantiere della chiesa di Sant'Eligio degli Orefici e assunse l'incarico di coadiutore della Fabbrica di San Pietro che fino a quel momento era stato di Antonio da Sangallo il Giovane, divenuto primo architetto. In questi anni Peruzzi affrontò la continua ricerca di invenzioni spaziali, documentata da disegni, rilievi e studi architettonici (come per esempio i progetti per San Giovanni dei Fiorentini), nei quali affronta il tema della pianta centrale su schemi policentrici che risalgono a Bramante, con un impeto sperimentalista che non trovò realizzazione. Nell'ambito di tale ricerca progettuale Peruzzi propose un progetto per il completamento della basilica di San Pietro, che prevedeva, a differenza di quanto proposto da Raffaello, la realizzazione di una chiesa a pianta centrale come mostra un disegno, pubblicato da Sebastiano Serlio nel libro III del suo trattato, I sette libri dell'architettura.
Si occupò anche della continuazione dei lavori al cantiere del Cortile del Belvedere, progettato da Bramante.
Tra il 1522 ed il 1523 soggiornò a Bologna, chiamato per il completamento della facciata di San Petronio per la quale predispose alcuni progetti, poi non realizzati. A Bologna realizzò il portale della chiesa di San Michele in Bosco, il Palazzo Lambertini (poi trasformato nel tempo e definitivamente demolito nel 1911), il progetto per la Cappella Ghisilardi nella basilica di San Domenico (progetto forse del 1523, realizzazione tra 1530-34) ed un famoso cartone con L'Adorazione dei Magi, oggi alla National Gallery di Londra, trasposto poi in un dipinto su tela di Girolamo da Treviso.
Nel 1523 rientrò a Roma e realizzò la sepoltura di Adriano VI nella Chiesa di Santa Maria dell'Anima.
Peruzzi fu anche uno specialista di apparati effimeri realizzando nel 1524 
l'allestimento per l'incoronazione di Clemente VII

### Di ritorno a Siena
Nel 1527, durante il Sacco di Roma fu fatto prigioniero dagli spagnoli e riuscì a farsi liberare pagando un riscatto e raggiungendo rocambolescamente Siena dopo uno sbarco a Porto Ercole. A Siena divenne architetto della  Repubblica, e del cantiere del Duomo e lavorò a numerosi altri edifici civili, religiosi e militari.
Prese parte all'assedio di Firenze, dalla parte degli assedianti, inviato dalla Repubblica senese.
Partecipò al rafforzamento delle fortificazioni della città in un continuo conflitto con Firenze, che culminò, in seguito, nella guerra del 1552-1555. A questo riguardo, più che per una singola opera, il Peruzzi è celebre per aver contribuito alla definizione della Fortificazione alla moderna, applicando gli studi relativi alle nuove strategie di difesa necessarie davanti alle nuove armi "da fuoco". Bastioni e fortificazioni medievali non si adattavano più alle tattiche cinquecentesche, ed egli fu tra coloro che elaborarono e tradussero in pratica le nuove necessità, con elementi nuovi come il bastione angolare senza "punti ciechi" sul vertice.
Nella sua città natale costruì pure il Castello di Belcaro e lavorò al Palazzo Celsi-Pollini in Pian dei Mantellini, oggi molto alterato.
Negli anni a cavallo tra il terzo ed il quarto decennio del XVI secolo fu impiegato dalla Repubblica senese per realizzare o rafforzare anche fortificazioni del territorio ed in particolare della Maremma dove fu incaricato dalle autorità senesi di verificare tutte le fortificazioni.
Tra le opere militari di questo periodo che si sono attribuite al Peruzzi:
- il Castello di Montepò (1529-30), nel comune di Scansano, nella Maremma toscana,
- il rafforzamento con bastioni delle mura di Torrita di Siena (1529),
- il rafforzamento delle mura di Orbetello.

Fu molto amico e parente del pittore senese Domenico Beccafumi.

### Ultimo periodo romano

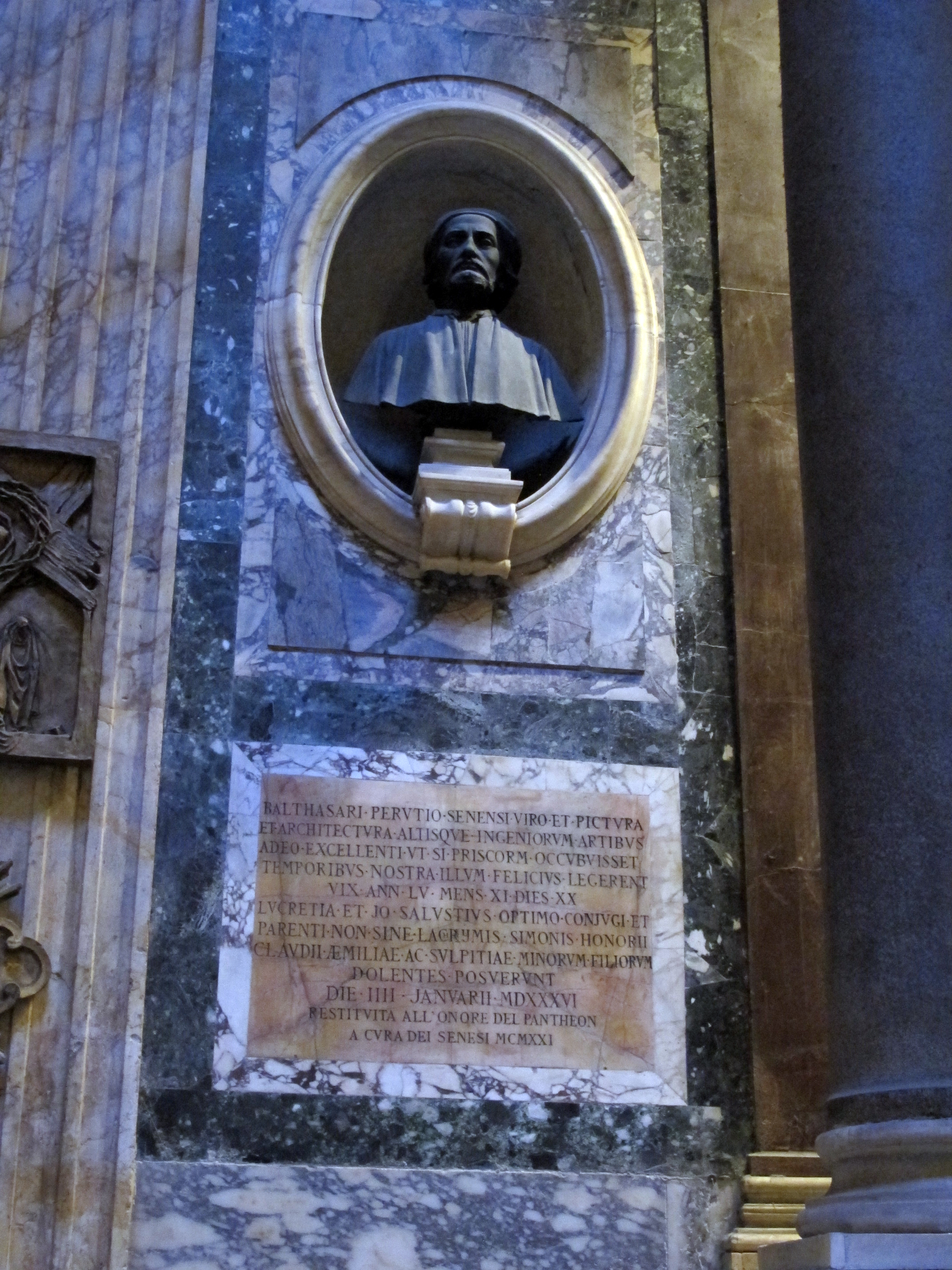
Busto e lapide nel Pantheon

Nonostante gli incarichi senesi, negli ultimi anni tornò a Roma, dove, nell'ultimo periodo della sua vita, fu reintegrato come architetto della fabbrica di San Pietro e manifestò pienamente le sue idee architettoniche libere e spegiudicate, realizzando la modesta villa a Montemario di Blosio Palladio ma soprattutto quello che è considerato il suo capolavoro: il Palazzo Massimo alle Colonne.
Con tale sperimentale stile architettonico si pose tra i protagonisti del Manierismo.
Vasari riferisce che morì vecchio, in grande povertà, con una numerosa famiglia da mantenere e probabilmente avvelenato da rivali professionali. Fu probabilmente sepolto nel Pantheon non distante dal suo maestro Raffaello.
Una sua memoria si trova comunque nella chiesa di Santa Maria sopra Minerva.

## Lo studio dell'antico
Lasciò un ampio corpus di disegni di grande qualità grafica comprendente progetti architettonici, studi teorici, rilievi e ricostruzioni archeologiche. 
Peruzzi pensò di utilizzare una parte di tale materiale per un libro sulle antichità di Roma e per un commentario a Vitruvio che però non si concretizzò mai, mentre il materiale grafico, rimasto agli allievi fu disperso. Almeno una parte di questo materiale fu a disposizione di Sebastiano Serlio che lo utilizzò per la sua opera trattatistica riconoscendo il debito al maestro. In tal modo le ricerche più sperimentali di Peruzzi ebbero modo di esercitare la sua influenza sulla cultura cinquecentesca europea.
Testimonianze artistiche apprezzabili sono state lasciate anche dal figlio, Giovanni Sallustio Peruzzi, e dal fratellastro Pietro Antonio di Andrea.

## Opere
La fortuna critica dell'opera architettonica di Peruzzi declinò rapidamente dopo il XVI secolo. Mentre i contemporanei lo considerarono uno dei massimi artisti del secolo come risulta nelle opere di Vasari, Palladio, Serlio, Cellini, nei secoli successivi fu presto dimenticato, fino alla riscoperta novecentesca. Risulta pertanto piuttosto difficile, a parte le opere maggiori, completare il regesto dei progetti. Tuttavia tutte le ricerche contemporanee confermano le attribuzioni vasariane ed arricchiscono l'elenco delle opere peruzziane.
 Villa Chigi (Le Volte) 
Peruzzi, a Roma, mantiene contatti e committenze anche a Siena nei cui pressi probabilmente progetta tra il 1502 ed il 1505 una villa nei dintorni della città, per Sigismondo Chigi, un altro esponente della potente famiglia. Il ruolo di progettista di Peruzzi non è completamente documentato e tuttavia generalmente accettato, se si ipotizza un ruolo anche di Francesco di Giorgio Martini che aveva, nei propri scritti, elaborato un modello d palazzo sub-urbano con due ali sporgenti.
Peruzzi, utilizzò infatti un impianto planimetrico con una pianta ad U, con due corpi laterali (dissimmetrici a causa di preesistenze) che racchiudono quello centrale occupato da due logge sovrapposte, aperte sul paesaggio circostante. Quindi, probabilmente questo edificio è la prima sperimentazione dello schema poi utilizzato per la villa romana alla Farnesina per il banchiere Agostino Chigi.
Villa Farnesina
La villa Farnesina Chigi, straordinaria opera giovanile, progettata probabilmente a partire dal 1506, nacque come villa in posizione extraurbana, in località "La Lungara" sulla riva del Tevere, per il banchiere senese Agostino che aveva accumulato una grande fortuna dai proventi della vendita dell‘allume della Tolfa e che a Roma godeva della protezione di papa Leone X e fu un importante mecenate. La villa passò nel 1590 in possesso ai Farnese, da cui l'attuale nome.
La pianta simmetrica ad U che consente uno stretto legame tra il giardino e la villa, richiama modelli vitruviani. L'architettura si distacca dai modelli correnti nella Roma di inizio secolo, per la mancanza di bugnato, e l'assenza del forte rilievo plastico degli ordini in facciata, ridotti a paraste.
Gli interni furono affrescati secondo un programma iconografico di straordinaria ampiezza affidato a grandi artisti: lo stesso Peruzzi, Sebastiano del Piombo, Raffaello Sanzio e la sua scuola (compreso Giulio Romano) e Sodoma.  L'esterno fu affrescato, anche se oggi rimangono solo piccole tracce non leggibili.
La villa è ora sede dell'Accademia dei Lincei.
Cappella Ghisilardi

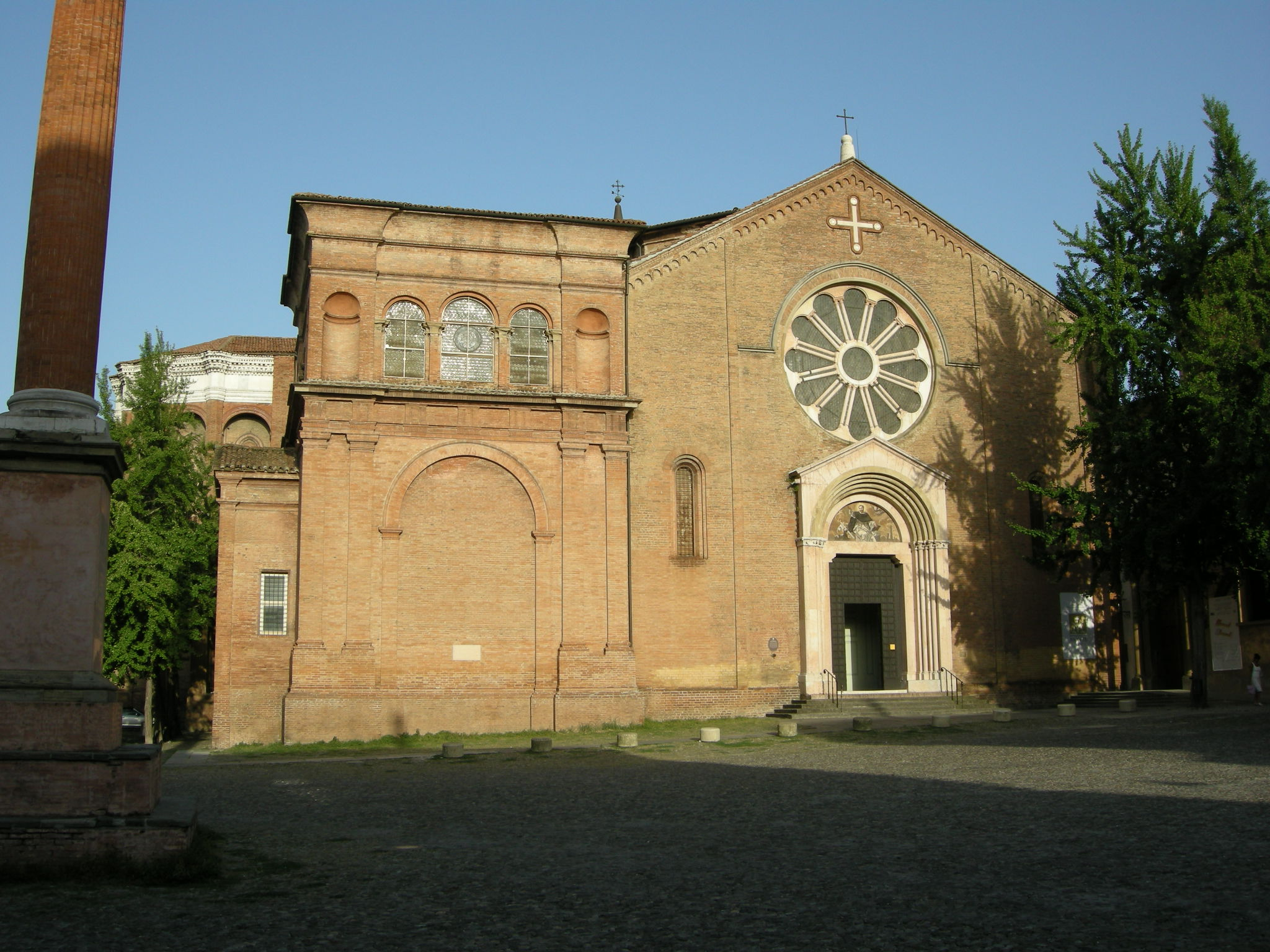
La cappella Ghisilardi, inserita sulla facciata di San Domenico a Bologna

Il progetto per la cappella della famiglia Ghisilardi fu forse lasciato durante il soggiorno bolognese oppure inviato da Roma più tardi. I lavori si svolsero tra il 1530 ed il 1535 senza la presenza di Peruzzi in cantiere. Tuttavia l'edificio realizzato, che si impone con la sua mole di laterizio scandita da lesene doriche ed archi, sulla facciata dell'antica chiesa di San Domenico, conserva i segni del suo sperimentalismo linguistico, soprattutto nell'interno a croce greca con quattro colonne angolari libere a reggere la copertura, secondo modelli che vanno da mausolei tardo antichi alla chiesa di San Bernardino ad Urbino del suo vecchio maestro Francesco di Giorgio Martini.
Altre ville a Siena
- Villa La Suvera a Casole d'Elsa;
- Villa L'Apparita a Siena;
- Villa Chigi di Vicobello, sempre nella città natale;
- Villa Celsa a Sovicille;

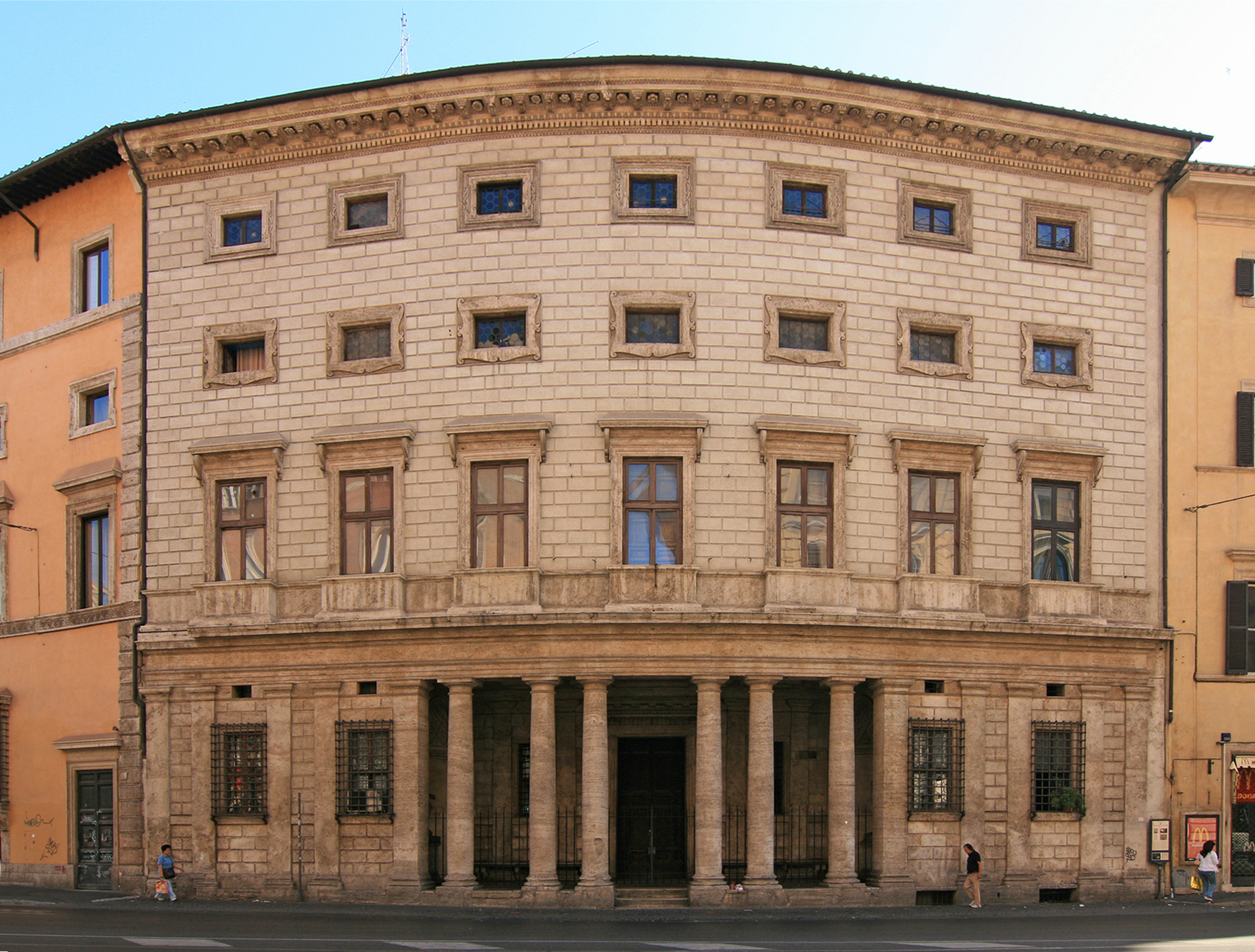
Palazzo Massimo alle Colonne
Una delle più importanti costruzioni realizzate dal Peruzzi è il Palazzo Massimo alle Colonne, sempre a Roma, costruito sulle rovine dell'Odeon di epoca romana e che si pone tra le più importanti fabbriche della cultura manierista.
Si tratta dell'ultima opera di Peruzzi che lasciò incompleta la realizzazione.
L'artista, a causa della conformazione del luogo innalzò una facciata curva, forse per seguire la preesistenza, con al pian terreno, tra una serie di paraste, un colonnato aperto su un vestibolo all'antica; sopra inserì una fascia convessa, unico elemento orizzontale che sostiene le finestre a edicola del piano nobile. Negli ultimi due piani disegnò finestre a mezzanino, esemplificate su quelle del Palazzo Branconio dell'Aquila di Raffaello; l'effetto dinamico della facciata è accentuato dal chiaroscuro dato dalla griglia dei giunti delle pietre.
 Altre opere d'architettura 
Tra gli altri lavori del Peruzzi (o della sua scuola), occorre ricordare:
- Il Palazzo Fusconi Pighini (1519-1524 circa)[19]
- Il Palazzo dei Governanti a Porto Ercole: gli è stato attribuito il progetto del porticato, eseguito probabilmente durante il suo passaggio dalla città, in fuga da Roma.
- La villa del cardinale Trivulzi, in località "Salone vecchio" (non lontano dalle sorgenti dell'Acqua Vergine, nell'Agro Romano); la villa fu saccheggiata in tempi successivi, poi usata come casale ed infine abbandonata. Nella villa, oggi restaurata, abitata e di proprietà privata, è conservata l'importante decorazione ad affreschi.
- Modifiche alla fortificazione di Roccasinibalda, nel reatino. Il progetto di tali interventi, peraltro di difficile individuazione, gli sono stati attribuiti sulla base di suoi disegni conservati agli Uffizi[15].

 Opere pittoriche e scultoree 

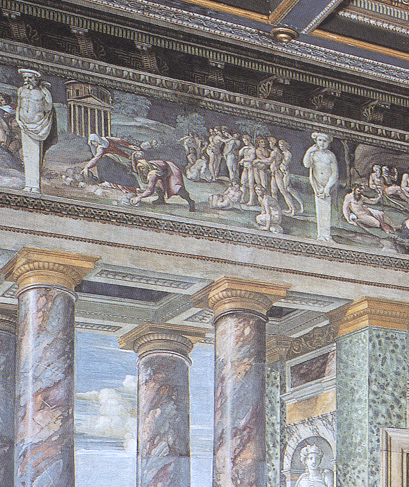
Particolare degli affreschi di Peruzzi nella villa Farnesina-Chigi (circa 1510)

- Affreschi della Villa Farnesina. Peruzzi interviene direttamente nella sua prima importante architettura con gli affreschi della Sala del fregio, del soffitto a volta della Sala di Galatea (in cui rappresenta simboli mitologici secondo un complesso schema in cui è stato riconosciuto l'oroscopo del committente) e della Sala delle Prospettive in cui viene realizzata una delle prime rappresentazioni di illusione prospettica: attraverso un finto loggiato si vedono vari scorci paesaggistici relativi alla campagna ed alla città di Roma.
- Affreschi in Santa Maria della Pace, Roma (intorno al 1516): Presentazione di Santa Maria al Tempio; Madonna con le Sante Brigida e Caterina e il cardinale Ferdinando Ponzetti; Storie del Vecchio e Nuovo Testamento nel catino absidale.
- Affreschi nel castello di Giulio II ad Ostia, come riferito dal Vasari.
- Storie della Vergine (1504-1506), ciclo di affreschi nella Chiesa di Sant'Onofrio al Gianicolo a Roma.
- Affreschi nella chiesa di San Pietro in Montorio.
- Decorazione del soffitto (Volta Dorata) (1519 circa), affreschi nel Palazzo della Cancelleria a Roma.
- Affreschi in Palazzo Madama.
- Affreschi nella chiesa di San Rocco a Roma.
- Apollo e le muse, Galleria Palatina, Firenze.
- Monumento funebre di papa Adriano VI (1524-1529), marmo, Santa Maria dell'Anima a Roma.